# Észak-Korea a 2010. évi téli olimpiai játékokon

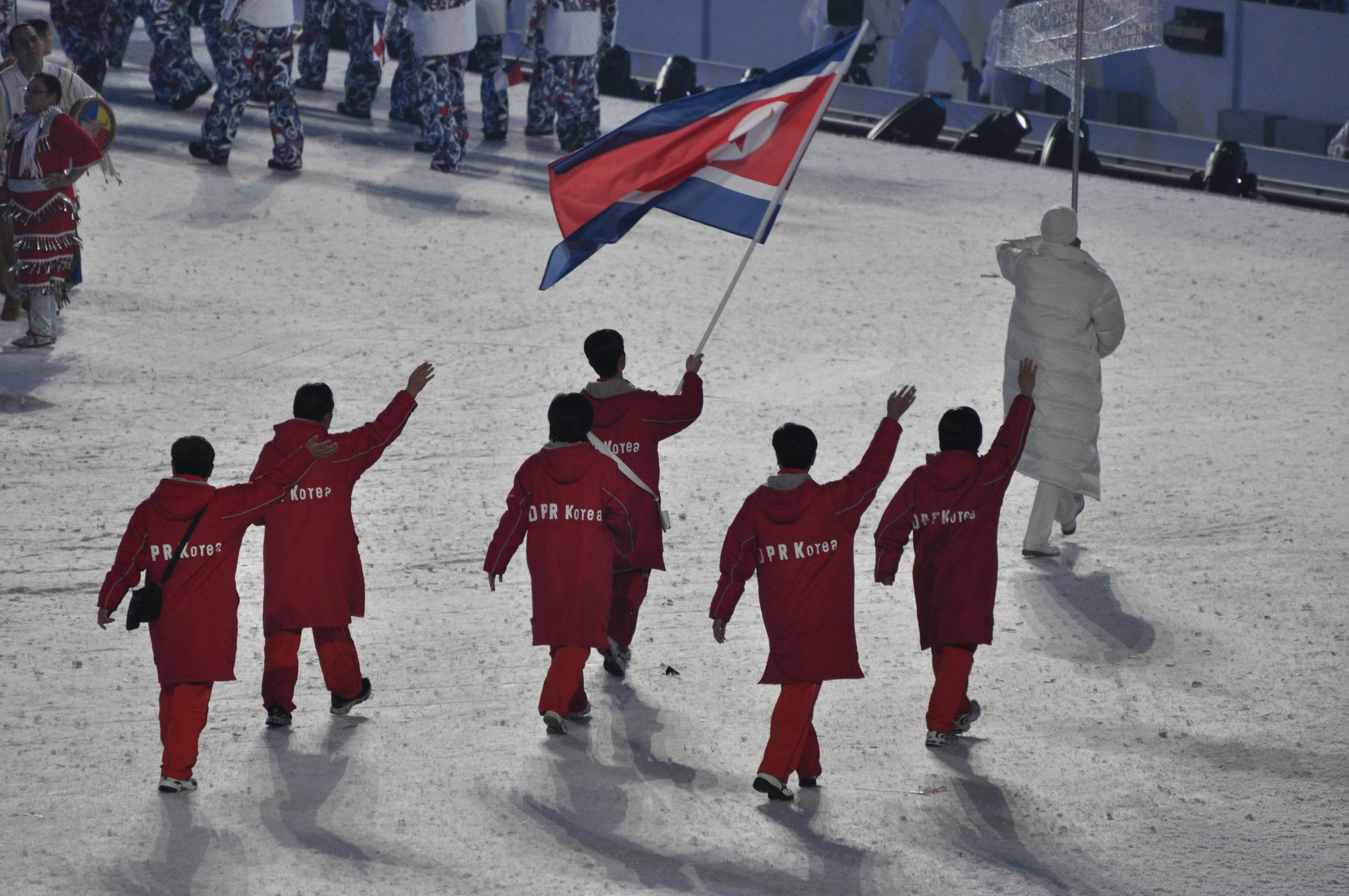
Észak-Korea olimpiai küldöttsége a megnyitón

Észak-Korea a kanadai Vancouverben megrendezett 2010. évi téli olimpiai játékok egyik részt vevő nemzete volt. Az országot az olimpián 2 sportágban 2 sportoló képviselte, akik érmet nem szereztek.

## Műkorcsolya
| Versenyző     | Versenyszám  | Rövid program | Rövid program | Kűr     | Kűr     | Összesítés | Összesítés |
| Versenyző     | Versenyszám  | Pont          | Hely.         | Pont    | Hely.   | Pont       | Helyezés   |
| ------------- | ------------ | ------------- | ------------- | ------- | ------- | ---------- | ---------- |
| Ri Szongcshol | Férfi egyéni | 56,60         | 25.           | kiesett | kiesett | kiesett    | kiesett    |

## Gyorskorcsolya
Női
| Versenyző   | Versenyszám | 1. futam | 1. futam | 2. futam | 2. futam | Eredmény | Helyezés |
| Versenyző   | Versenyszám | Idő      | Hely.    | Idő      | Hely.    | Eredmény | Helyezés |
| ----------- | ----------- | -------- | -------- | -------- | -------- | -------- | -------- |
| Ko Hjonszuk | 500 m       | 38,893   | 15.      | 38,577   | 7.       | 77,470   | 9.       |
| Ko Hjonszuk | 1000 m      |          |          |          |          | 1:17,63  | 13.      |